# 603 Timandra
603 Timandra
603 Timandra là một tiểu hành tinh ở vành đai chính. Nó được Joel Hastings Metcalf phát hiện ngày 16.2.1906 ở Taunton, Massachusetts (Hoa Kỳ), và được đặt theo tên Timandra, em gái của Helen thành Troia, mẹ của Evander, trong thần thoại Hy Lạp